# Hamidreza Sheshjavani
 (mai 2020).
Hamidreza Sheshjavani (en persan حمیدرضا ششجوانی [hæmiːdrezɒː ʃeʃd͡ʒæˈvɒːniː], né en 1975 à Fereydan (Iran), est un chercheur, auteur et traducteur iranien dans le domaine de l'économie de la culture, membre de l'Association internationale d'économie de la culture et directeur du CACIMA, Centre des industries culturelles et créatives.
Il est l'un des fondateurs de la discipline de l'économie de la culture dans les universités iraniennes,.

## Carrière
Sheshjavani a officiellement commencé ses activités en économie de la culture au début des années 2000 en menant une recherche sur les possibilités institutionnelles d'augmenter les produits artistiques, et a publié son premier livre, Le capital social et l'entrepreneuriat, avec l'université d'Ispahan en 2006. Pendant quelque temps, il a été impliqué dans les projets de traduction supervisés par Mahbubeh Mohajer au Centre de recherche IRIB. Il a enseigné l'économie de la culture à l'université d'art d'Ispahan de 2012 à 2015. Outre l'enseignement, il a évoqué les concepts fondamentaux de l'économie de la culture et des marchés de l'art dans plusieurs périodiques d'art iraniens.
Il s'oppose à l'intervention de l’État dans l'économie de la culture et a tenté de démontrer «défaillance de l'État» dans la plupart de ses écrits. L'évaluation et l’examen des subventions aux livres et à la presse a été écrit sur cette défaillance. En accord avec de nombreux économistes dans le monde, il estime que le paradigme économique mondial s'oriente vers l'économie créative, un changement qui peut ouvrir une fenêtre économique pour l'Iran avec les plus grands avantages de la culture, l'art et le patrimoine. Au cours des dernières années, il s'est concentré sur la conduite de recherches, l’organisation de séminaires, et la présentation de discours concernant les industries créatives et culturelles ainsi que sur les entreprises numériques fondées sur la culture, et ce faisant, il a essayé d'attirer l'attention d'activistes culturels et de décideurs politiques et les impliquer dans ce domaine ,,,,,,,,,,,,,,,,,,. 
Sheshjavani a été le chef ou un membre des comités scientifiques de plusieurs conférences nationales sur l'économie de la culture et les droits de propriété artistique ,,. Il a été membre du comité de préparation du sixième plan de développement de la culture et de l'art, ainsi que consultant en art et culture au Secrétariat de l'économie de la culture et au Bureau des études stratégiques du ministère iranien de la Culture de 2015 à 2018. Depuis 2017, en tant que représentant de l'Iran, il a participé à des conférences de l'OMPI sur des sujets liés à l'économie de la culture et au droit d'auteur.
Sheshjavani a également participé à l'élaboration de la loi globale sur les droits de propriété littéraire et artistique et a travaillé professionnellement sur des articles applicables au droit de suite et aux organisations de gestion collective. En outre, il a dirigé plusieurs projets au CACIMA, Centre des industries culturelles et créatives,.

## Publications
- 2008 : Jighar
- 2017 : L’évaluation et l’examen des subventions aux livres et à la presse
- 2017 : Une brève enquête sur les obstacles à l'estimation de la contribution de la culture à l'économie
- 2018 : Enfants et téléphones portables